# カヴィテ州
カヴィテ州 (カヴィテしゅう、Province of Cavite) は、フィリピン北部ルソン島のカラバルソン地方に属する州である。

## 概要
南にバタンガス州、東にラグナ州、北東にマニラ首都圏であるメトロ・マニラと接している。北にはマニラ湾とその入口に浮かぶコレヒドール島があり、この島はコレヒドール国立公園に指定されている。面積は1,287.6 km2で国内15番目に小さい。人口は3,090,691人（2010年）で国内2番目に多い。州都は2012年に市になったイムス（Imus）で、トレース・マルティレスから移転した。
州内にはイムス、砂嘴半島上の都市カヴィテ、高原観光避暑都市タガイタイ、カヴィテ州入口のバコール、ダスマリニャス、トレース・マルティレスの6都市がある。2011年メトロ・マニラとカーウィットを結ぶ高速道路CAVITEX14 kmが開通しカヴィテ州内陸部へ向かうアクセス利便性が格段に向上した。